# Strategy パターン
Strategy パターン（ストラテジー - ）は、コンピュータープログラミングの領域において、アルゴリズムを実行時に選択することができるデザインパターンである。
Strategyパターンはアルゴリズムを記述するサブルーチンへの参照をデータ構造の内部に保持する。このパターンの実現には、関数ポインタや関数オブジェクト、デリゲートのほか、オーソドックスなオブジェクト指向言語におけるポリモーフィズムと委譲、あるいはリフレクションによる動的ダック・タイピングなどが利用される。
このパターンは、関数が第一級オブジェクトである言語では暗黙のうちに使用されている。例として後述のPythonコード例を参照のこと。
Strategy パターンは、アプリケーションで使用されるアルゴリズムを動的に切り替える必要がある際に有用である。Strategy パターンはアルゴリズムのセットを定義する方法を提供し、これらを交換可能にすることを目的としている。Strategy パターンにより、アルゴリズムを使用者から独立したまま様々に変化させることができるようになる。

## Strategy パターンを示す図

UML で表した Strategy パターン

## サンプルコード

### Java
Javaではクラスのメソッドオーバーライドによるポリモーフィズムを使ってStrategyパターンを実現することができる。インターフェイスを用いた例を示す。
```
package
 
org.wikipedia.patterns.strategy
;

// MainApp test application

class
 
MainApp
 
{

    
public
 
static
 
void
 
main
(
String
[]
 
args
)
 
{

        
Context
 
context
;

        
// 異なるアルゴリズムに従う3つのコンテキスト。

        
context
 
=
 
new
 
Context
(
new
 
ConcreteStrategyA
());

        
context
.
execute
();

        
context
 
=
 
new
 
Context
(
new
 
ConcreteStrategyB
());

        
context
.
execute
();

        
context
 
=
 
new
 
Context
(
new
 
ConcreteStrategyC
());

        
context
.
execute
();

    
}

}

// 具体的な戦略を実装するクラスは、このインターフェイスを実装する。

// コンテキストクラスは、具体的な戦略を呼び出すためにこのインターフェイスを使用する。

interface
 
Strategy
 
{

    
void
 
execute
();

}

// Strategy インターフェイスを用いたアルゴリズムの実装。

class
 
ConcreteStrategyA
 
implements
 
Strategy
 
{

    
public
 
void
 
execute
()
 
{

        
System
.
out
.
println
(
"Called ConcreteStrategyA.execute()"
);

    
}

}

class
 
ConcreteStrategyB
 
implements
 
Strategy
  
{

    
public
 
void
 
execute
()
 
{

        
System
.
out
.
println
(
"Called ConcreteStrategyB.execute()"
);

    
}

}

class
 
ConcreteStrategyC
 
implements
 
Strategy
 
{

    
public
 
void
 
execute
()
 
{

        
System
.
out
.
println
(
"Called ConcreteStrategyC.execute()"
);

    
}

}

// ConcreteStrategy を指定して作成され、Strategy オブジェクトへの参照を保持する。

class
 
Context
 
{

    
Strategy
 
strategy
;

    
// Constructor

    
public
 
Context
(
Strategy
 
strategy
)
 
{

        
this
.
strategy
 
=
 
strategy
;

    
}

    
public
 
void
 
execute
()
 
{

        
this
.
strategy
.
execute
();

    
}

}

```

### Python
Python では関数が第一級オブジェクトであり、このパターンを明示的に定義する必要はない。下記はコールバック関数を用いる GUI プログラミングで見られる例である。
```
class
 
Button
:

    
"""A very basic button widget."""

    
def
 
__init__
(
self
,
 
submit_func
,
 
label
):

        
self
.
on_submit
 
=
 
submit_func
   
# strategy 関数を直接生成

        
self
.
label
 
=
 
label

# 異なる戦略を持つ2つのインスタンスを作成

button1
 
=
 
Button
(
sum
,
 
"Add 'em"
)

button2
 
=
 
Button
(
lambda
 
nums
:
 
" "
.
join
(
map
(
str
,
 
nums
)),
 
"Join 'em"
)

# ボタンをテストする

numbers
 
=
 
range
(
1
,
 
10
)
 
# A list of numbers 1 through 9

print
 
button1
.
on_submit
(
numbers
)
 
# displays "45"

print
 
button2
.
on_submit
(
numbers
)
 
# displays "1 2 3 4 5 6 7 8 9"

```

### C#
C#はJava同様にクラスやインターフェイスによるポリモーフィズムを用いることもできるが、カスタマイズポイントがひとつのメソッドしかない場合（オブジェクトの他のプロパティやメソッドにアクセスしない場合）は、継承関係を必要としないデリゲートを使うほうが好まれる。
```
using
 
System
;

// MainApp テストアプリケーション。

public
 
class
 
MainApp

{

    
public
 
static
 
void
 
Main
()

    
{

        
Context
 
context
;

        
// 異なるアルゴリズムに従う3つのコンテキスト。

        
context
 
=
 
new
 
Context
(
new
 
ConcreteStrategyA
().
Execute
);

        
context
.
Execute
();

        
context
 
=
 
new
 
Context
(
new
 
ConcreteStrategyB
().
Execute
);

        
context
.
Execute
();

        
context
 
=
 
new
 
Context
(
new
 
ConcreteStrategyC
().
Execute
);

        
context
.
Execute
();

    
}

}

// 具体的な戦略を実装するクラスは、このデリゲートに適合するメソッドを実装する。

// コンテキストクラスは、具体的な戦略を呼び出すためにこのデリゲートを使用する。

public
 
delegate
 
void
 
ExecuteStrategyDelegate
();

class
 
ConcreteStrategyA

{

    
public
 
void
 
Execute
()

    
{

        
Console
.
WriteLine
(
"Called ConcreteStrategyA.Execute()"
);

    
}

}

class
 
ConcreteStrategyB

{

    
public
 
void
 
Execute
()

    
{

        
Console
.
WriteLine
(
"Called ConcreteStrategyB.Execute()"
);

    
}

}

class
 
ConcreteStrategyC

{

    
public
 
void
 
Execute
()

    
{

        
Console
.
WriteLine
(
"Called ConcreteStrategyC.Execute()"
);

    
}

}

// ExecuteStrategyDelegate オブジェクトへの参照を保持する。

class
 
Context

{

    
ExecuteStrategyDelegate
 
executeStrategy
;

    
// Constructor

    
public
 
Context
(
ExecuteStrategyDelegate
 
executeStrategy
)

    
{

        
this
.
executeStrategy
 
=
 
executeStrategy
;

    
}

    
public
 
void
 
Execute
()

    
{

        
this
.
executeStrategy
();

    
}

}

```

なお、Javaもバージョン8以降であれば、メソッド参照と関数型インターフェイス (functional interface) を用いることで、C#と類似の実装が可能となる。
```
package
 
org.wikipedia.patterns.strategy
;

// MainApp test application

class
 
MainApp
 
{

    
public
 
static
 
void
 
main
(
String
[]
 
args
)
 
{

        
// Strategy インターフェイスを用いたアルゴリズムの実装。

        
// 元々はConcreteStrategyとして明示的に定義していたが、必要なくなっている。

        
Strategy
 
concreteStrategyA
 
=
 
()
->
 
System
.
out
.
println
(
"Called ConcreteStrategyA.execute()"
);

        
Strategy
 
concreteStrategyB
 
=
 
()
->
 
System
.
out
.
println
(
"Called ConcreteStrategyB.execute()"
);

        
Strategy
 
concreteStrategyC
 
=
 
()
->
 
System
.
out
.
println
(
"Called ConcreteStrategyC.execute()"
);

        

        
Context
 
context
;

        
// 異なるアルゴリズムに従う3つのコンテキスト。

        
context
 
=
 
new
 
Context
(
concreteStrategyA
);

        
context
.
execute
();

        
context
 
=
 
new
 
Context
(
concreteStrategyB
);

        
context
.
execute
();

        
context
 
=
 
new
 
Context
(
concreteStrategyC
);

        
context
.
execute
();

    
}

}

// 具体的な戦略を実装するクラスは、このインターフェイスを実装する。

// コンテキストクラスは、具体的な戦略を呼び出すためにこのインターフェイスを使用する。

interface
 
Strategy
 
{

    
void
 
execute
();

}

// ConcreteStrategy を指定して作成され、Strategy オブジェクトへの参照を保持する。

class
 
Context
 
{

    
Strategy
 
strategy
;

    
// Constructor

    
public
 
Context
(
Strategy
 
strategy
)
 
{

        
this
.
strategy
 
=
 
strategy
;

    
}

    
public
 
void
 
execute
()
 
{

        
this
.
strategy
.
execute
();

    
}

}

```

## Strategy パターンと開放/閉鎖原則
Strategy パターンに従うと、クラスの振る舞いは継承されるべきではなく、インターフェイスを用いてカプセル化するべきである。例として Car クラスを考えると、Car の振る舞いにはブレーキとアクセルがある。
アクセルとブレーキの振る舞いは車種により異なる場合があるため、良くあるやり方はこれらの振る舞いをCarのサブクラスとして実装することである。が、このやり方には大きな問題点がある。それはアクセルとブレーキの振る舞いが車種間で同じでも、車種ごとに新たに宣言・定義し直されなければならない事である。これは車種が少ないときには小さな問題で済むが、車種が増えるにつれ、それらの振る舞いを管理する作業とコード重複量が大幅に増えてしまうことになる。さらに、各コードを詳しく分析しなければ各車種の振る舞いの性質を知ることができない。
これに対して Strategy パターンでは、継承ではなく合成 (composition) を用いる。Strategy パターンにおける振る舞いは別々のインターフェイスと、これらのインターフェイスを実装した抽象クラスとして定義される。具体的なクラスは、これらのインターフェイスをカプセル化する。これにより、振る舞いと、それを用いるクラスがうまく分離できる。振る舞いは、それを用いるクラスに変更を加えずに変更することができ、クラスは大きなコード変更を必要とすることなく、使用する実装を切り替えることで振る舞いを切り替えることができる。振る舞いは設計時にも実行時にも変更することができる。例として、Car オブジェクトのブレーキの振る舞いを、メンバー brakeBehavior を BrakeWithABS から Brake に変えることで変更できる：
```
brakeBehavior = new Brake(); 
```

これにより設計に優れた柔軟性をもたせることができ、かつ拡張に対して開放的であり変更に対して閉鎖的であるべきとする開放/閉鎖原則 (Open/Closed Principle, OCP) とも調和を保つことができる。